# Oscar Uddenäs
Fredrik Oscar Olle Uddenäs (Lomma, 17 de agosto de 2002) es un futbolista sueco que juega como delantero en el Östers IF de la Allsvenskan.

## Trayectoria
Es un producto de la cantera del GIF Nike, y pasó al Malmö FF desde los 8 años a los sub-19. En el verano de 2019, pasó al equipo juvenil del S.P.A.L.
Tras un año como profesional juvenil en Italia, regresó a Suecia fichando por el IFK Värnamo. Ayudó al Värnamo a ganar la Ettan de 2020, consiguiendo el ascenso a la Superettan. En su segundo año se hizo con un puesto de titular en el equipo y tuvo una gran temporada marcando 6 goles y ayudando al equipo a ganar la Superettan 2021 y a conseguir de nuevo el ascenso. Fue nombrado "Mejor Jugador Joven de la Superettan" al finalizar la temporada.
El 6 de diciembre de 2021 fue transferido al BK Häcken de la Allsvenskan, firmando un contrato de 4 años.

## Selección nacional
Es internacional juvenil, habiendo representado a las selecciones sub-17 y sub-19. Formó parte de la selección de Suecia sub-17 en el Campeonato Europeo Sub-17 de la UEFA 2019.

## Estadísticas

### Clubes
Actualizado al último partido disputado el 17 de febrero de 2024.
| Club                              | Div.          | Temporada     | Liga  | Liga  | Copas nacionales | Copas nacionales | Copas internacionales | Copas internacionales | Total | Total |
| Club                              | Div.          | Temporada     | Part. | Goles | Part.            | Goles            | Part.                 | Goles                 | Part. | Goles |
| --------------------------------- | ------------- | ------------- | ----- | ----- | ---------------- | ---------------- | --------------------- | --------------------- | ----- | ----- |
| IFK Värnamo · Suecia              | 3.ª           | 2020          | 5     | 1     | 0                | 0                | —                     | —                     | 5     | 1     |
| IFK Värnamo · Suecia              | 2.ª           | 2021          | 22    | 6     | 0                | 0                | —                     | —                     | 22    | 6     |
| IFK Värnamo · Suecia              | 1.ª           | 2022          | 0     | 0     | 1                | 0                | —                     | —                     | 1     | 0     |
| IFK Värnamo · Suecia              | Total club    | Total club    | 27    | 7     | 1                | 0                | 0                     | 0                     | 28    | 7     |
| BK Häcken · Suecia                | 1.ª           | 2022          | 28    | 7     | 3                | 2                | —                     | —                     | 31    | 9     |
| BK Häcken · Suecia                | 1.ª           | 2023          | 10    | 1     | 2                | 0                | —                     | —                     | 12    | 1     |
| BK Häcken · Suecia                | Total club    | Total club    | 38    | 8     | 5                | 2                | 0                     | 0                     | 43    | 10    |
| Excelsior Róterdam · Países Bajos | 1.ª           | 2023-24       | 17    | 3     | 3                | 0                | —                     | —                     | 20    | 3     |
| Excelsior Róterdam · Países Bajos | Total club    | Total club    | 17    | 3     | 3                | 0                | 0                     | 0                     | 20    | 3     |
| Total carrera                     | Total carrera | Total carrera | 82    | 18    | 9                | 2                | 0                     | 0                     | 91    | 20    |

## Palmarés

### Títulos nacionales
| Título         | Club      | País   | Año  |
| -------------- | --------- | ------ | ---- |
| Allsvenskan    | BK Häcken | Suecia | 2022 |
| Copa de Suecia | BK Häcken | Suecia | 2023 |